# Buzz Gardner
Buzz Gardner (* 1931 in Cleveland, Ohio als Charles Guarnera; † 1. Februar 2004) war ein US-amerikanischer Rock- und Jazzmusiker. Sein Hauptinstrument war die Trompete, außerdem spielte er Flügelhorn. Bekannt wurde er unter anderem durch seine Zusammenarbeit mit Frank Zappa und dessen Gruppe The Mothers of Invention.

## Jugend
„Buzz“, wie er später immer genannt wurde, war der Sohn von Thelma und Charles Guarnera. Weshalb sein Vater später den ursprünglichen Familiennamen ablegte und stattdessen den Nachnamen Gardner annahm, ist nicht bekannt. Buzz hatte einen Bruder „Bunk“ Gardner, der etwa zwei Jahre jünger war. Auch Bunk wurde als Musiker bekannt.
Buzz wuchs in Cleveland auf. Mit etwa sieben Jahren hörte er erstmals eine Trompete und war auf der Stelle von dem klaren, wie er es empfand, „heroischen“ Klang dieses Instruments begeistert. Er interessierte sich zunächst für die Musik von Harry James, Tommy Dorsey, Claude Thornhill und Count Basie, als Teenager begeisterte er sich zunehmend für Vertreter des modernen Jazz wie Dizzy Gillespie, Miles Davis oder Zoot Sims. Die Brüder Buzz und Bunk gründeten – beide noch im Teenageralter – eine Big Band. Sie spielten Arrangements, wie sie ihnen der Musikalienhandel lieferte, und ortsübliche Tanznummern. Außerdem gehörten Adaptionen des Big-Band-Neuerers Stan Kenton zum Repertoire der Band.

## Frühe Jahre im Jazz
Seinen Einstieg ins Musikgeschäft schaffte Buzz Gardner im Alter von 16 Jahren, als er mit dem Pianisten Jack Wilson auf Tournee ging. Anschließend ging er ein Jahr lang nach New York, um an der Mannes School of Music zu studieren. Während seines Militärdienstes – von 1951 bis 1953 im italienischen Triest – spielte er in einer Militärkapelle mit dem Jazzflötisten Herbie Mann zusammen. In der Kaserne teilte er die Stube mit Don Preston, mit dem er etwa 15 Jahre später in Frank Zappas Mothers of Invention zusammen spielen sollte.
Nach der Militärzeit ging Buzz Gardner zwei Jahre nach Paris, um am Konservatorium sein Musikstudium zu vertiefen. In dieser Zeit gehörte er den Bands zweier bedeutender europäischer Jazzmusiker an. Der belgische Gitarrist René Thomas, der später noch in Kanada mit bekannten amerikanischen Musikern zusammenarbeiten sollte, veröffentlichte 1954 sein Album René Thomas et son Quintette, an dem Gardner als Trompeter beteiligt war. Außerdem entstand in diesem Jahr eine weitere Plattenaufnahme unter Beteiligung Buzz Gardners: Bobby Jaspar’s New Jazz Vol.2 des belgischen Jazzsaxophonisten Bobby Jaspar. Ein Jahr später brachte der Franzose André Hodeir, der als Jazzkritiker wie als Komponist und Arrangeur gleichermaßen bekannt war, mit seiner „Jazz Groupe de Paris“ das Album Essais heraus, auf dem der Trompeter Buzz ebenfalls zu hören ist.
Noch 1955 beendete Gardner sein europäisches Intermezzo. Er ging nach New York und studierte an der Manhattan School of Music, wo er im Jahr 1959 seinen Bachelor-of-Arts-Abschluss im Fach Musik ablegte. In New York spielte er in den Jazzbands von Neal Hefti, Claude Thornhill und Freddie Slack.
Im Jahr 1959 zog Buzz mit seinem Bruder Bunk, der ebenfalls in der Stadt lebte, nach Los Angeles. Dort konnten sie „mit den Big Boys der Jazz-Welt“ zusammen sein, wie Bunk Gardner es ausdrückte. Eine trügerische Hoffnung: Bis zum Ende des Jahrzehnts spielte Buzz Gardner in mehreren Latin- und Jazzbands, von denen sich aber keine in besonderem Maße profilieren konnte. In der Mitte der 1960er Jahre seien Musiker „für alles dankbar“ gewesen, das ihnen die nächste Mietzahlung gesichert hätte, stellte Gardner-Biograf Geoff Wills lakonisch fest.

## „Mutter“ Gardner
Ab etwa Mai 1962 hatten sich Buzz und Bunk mehrmals mit Don Preston und Frank Zappa getroffen, um in Dons Tonstudio musikalisch zu experimentieren. Sie gaben einige Konzerte.
Im Herbst des Jahres 1968 schließlich wurde Buzz von Frank Zappa zunächst für eine Tournee an der amerikanischen Westküste engagiert. Auch im darauf folgenden Frühjahr war Gardner mit den Mothers auf Tour, dieses Mal in Europa. Im Sommer 1969 ging Gardner mit Zappa und den Mothers ins Studio. Live- und Studioaufnahmen dieser gerade zehn Monate währenden Zusammenarbeit finden sich auf den Mothers-Alben Burnt Weeny Sandwich und Weasels Ripped My Flesh (beide 1970). Aufnahmen mit Buzz Gardner aus dieser Zeit sind zudem auf der später von Zappa veröffentlichten CD-Retrospektive You Can’t Do That On Stage Anymore (Volumes 1, 4 und 5) zu hören.

## Weitere Aktivitäten
Unmittelbar nach Ende seiner Tätigkeit für Zappa gründeten Buzz Gardner, Bunk Gardner und der Bassist John Balkin – die Brüder kannten diesen aus gemeinsamen Zeiten im „Abnuceals Emuukha Electric Symphony Orchestra“, mit dem sie im Frühjahr 1967 die Orchesterbeiträge für das Zappa-Album Lumpy Gravy eingespielt hatten – das Trio „Menage a Trois“. Dieses Ensemble absolvierte bis 1972 etliche Auftritte. Etwa zur gleichen Zeit arbeitete Buzz mit dem von der Folkmusik geprägten, aber für Jazz und musikalische Experimente offenen Songwriter Tim Buckley zusammen und spielte mit ihm das Album Starsailor (1970) ein. Als Gastmusiker war er außerdem an den Aufnahmesessions für die beiden 1972 und 1980 erschienenen Alben von Jimmy Carl Blacks Hardrock-Band Geronimo Black beteiligt. Gardner ist außerdem auf dem ersten Soloalbum von Domenic Troiano zu hören, das der vormalige Guess-Who-Gitarrist 1972 herausbrachte.

## „Großmutter“ Gardner
In den frühen 1980er Jahren erschien Buzz Gardners Name in den Credits von insgesamt vier Alben der Grandmothers – einer Band, die neben eigenen Kompositionen auch Songs der frühen Mothers of Invention spielte. Deren erstes Album Grandmothers (1981) enthält fünf Songs mit Beteiligung Gardners, wovon allerdings vier bereits zwischen den Jahren 1969 bis 1972 aufgenommen worden waren. Beim zweiten Album Lookin' up Granny’s Dress wirkte er lediglich an zwei Studioeinspielungen mit, von denen eine seine Komposition My Love Has Gone ist. Die dritte Grandmothers-Veröffentlichung The Official Grandmothers Fan Club Talk Album spielte kommerziell keine Rolle. Sie erschien in drei Auflagen, wobei die ersten beiden nicht einmal die 500er-Grenze überschritten. Und das vierte Album A Mother of an Anthology war ein Sampler, es enthielt also ebenfalls keine Neueinspielungen, sondern lediglich bereits vorhandenes Material. Die Grandmothers unternahmen seit dem Jahr 1981 zahlreiche Tourneen in Nordamerika und Europa. Buzz Gardner war daran nie beteiligt.

## Nachklang
Später konnte Buzz Gardner im Musikgeschäft nicht mehr Fuß fassen. Anfang der 1990er Jahre arbeitete er zweimal wöchentlich gegen 100 Dollar Gage in einem mexikanischen Tanzlokal. Etwa zur gleichen Zeit gründete er mit Bruder Bunk die Jazzband „Hollywood Allstars“. Die Gruppe trat einmal pro Woche – gegen Trinkgeld als Gage – in dem Club „Legends of Hollywood“ auf und brach nach kurzer Zeit auseinander. In der Folge dieser Entwicklung fasste Buzz Gardner den Entschluss, sich aus dem Musikgeschäft völlig zurückzuziehen. Er starb im Januar 2004.

## Diskografie (Auswahl)
- René Thomas Quintet: René Thomas et son Quintette – 1954
- Bobby Jaspar: Bobby Jaspar’s New Jazz Vol.2 – 1954
- André Hodeir et le Jazz Groupe de Paris: Essais – 1955
- The Mothers of Invention: Burnt Weeny Sandwich – 1970
- The Mothers of Invention: Weasels Ripped My Flesh – 1970
- Tim Buckley: Starsailor – 1970
- Domenic Troiano: Domenic Troiano – 1972
- Geronimo Black: Geronimo Black – 1972
- Geronimo Black: Welcome Back – 1980
- The Grandmothers: Grandmothers – 1981
- The Grandmothers: Lookin' up Granny’s Dress – 1982
- The Grandmothers: Fan Club Talk – 1983
- The Grandmothers: A Mother of an Anthology – 1993
- Bobby Jaspar: Bobby Jaspar and his Modern Jazz – 1998
- André Hodeir: The Vogue Sessions – 1999
- Sampler: The 1954 Paris Sessions – 1999, mit Roy Haynes Sextet, René Thomas Quintet, Frank Foster Quartet[12]

## Videos (Auswahl)
- Frank Zappa: Uncle Meat – 1987
- Frank Zappa: Video From Hell – 1987[5]